# Testaccio
Testaccio est l'un des 22 rioni de Rome. Il est désigné dans la nomenclature administrative par le code R.XX. Il forme également une « zone urbanistique » désigné par le code 1.d, qui compte en 2010 : 8 373 habitants.

## Historique
Il doit son nom au Monte Testaccio, colline artificielle formée d'une accumulation de tessons d'amphores. Le rione a été créé par la sécession de celui de Ripa en 1921. 
À partir de 1975, les abattoirs qui occupaient une grande partie de Testaccio ont progressivement fermé pour laisser place à de nombreuses installations culturelles dont l'annexe du Musée d'art contemporain de Rome appelée MACRo Future, inaugurée en 2003.
|  |  |

## Sites particuliers
- MACRo Future
- Église Santa Maria Liberatrice
- Cimetière non catholique de Rome ou cimetière du Testaccio
- Cimetière militaire de Rome
- Pont Testaccio

## Galerie
|  |  |

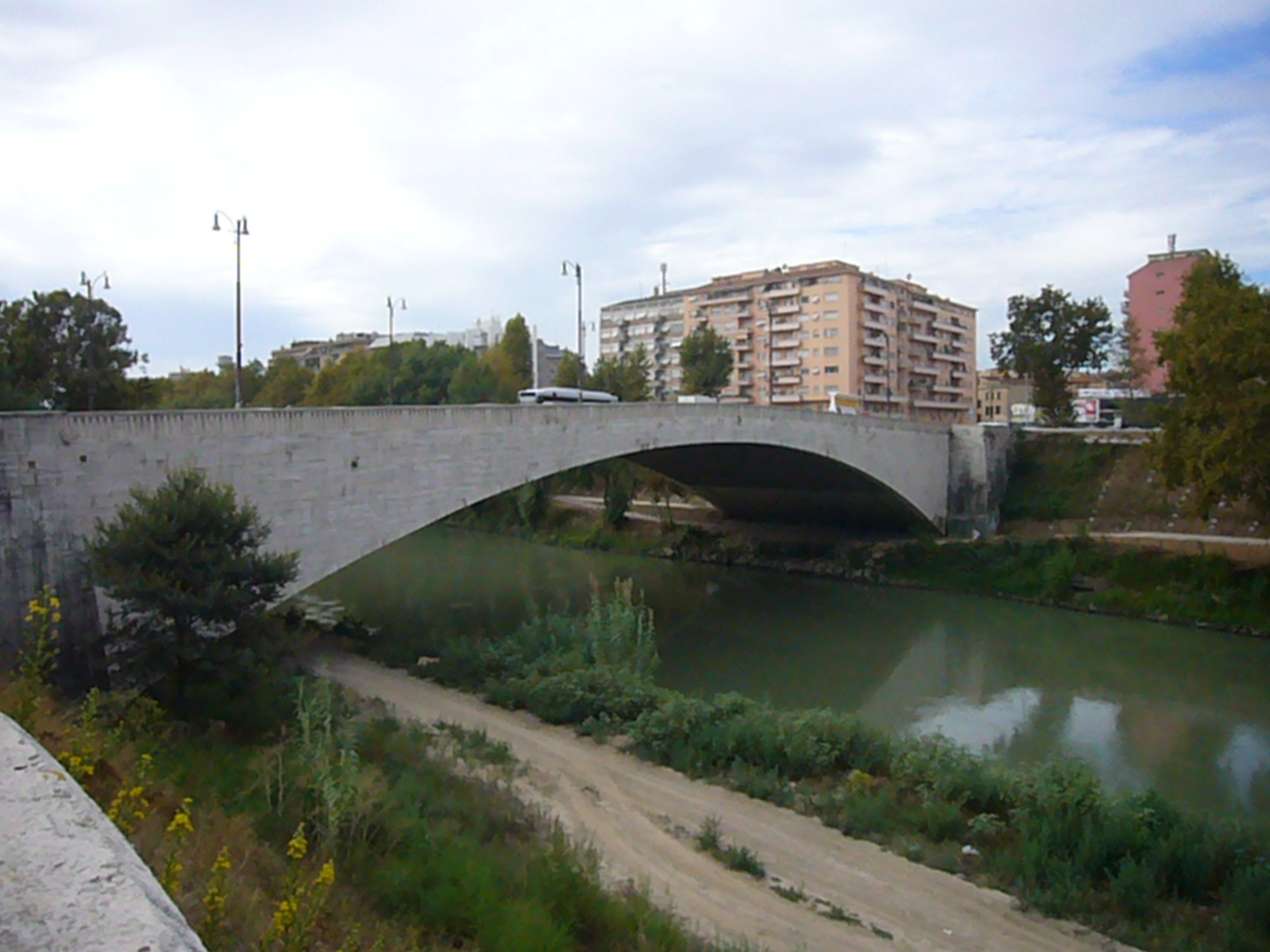
Ponte Testaccio.
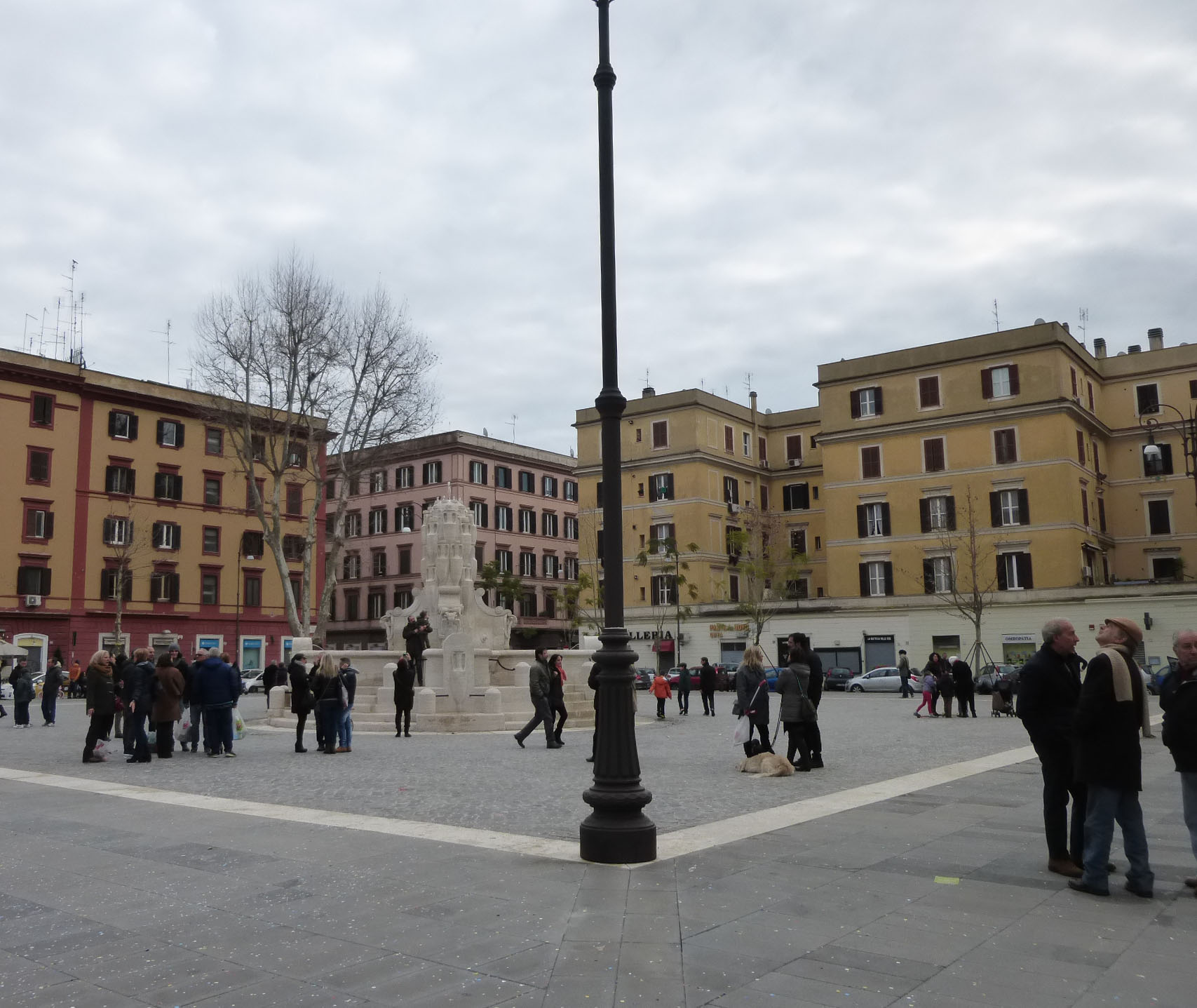
Piazza Testaccio.
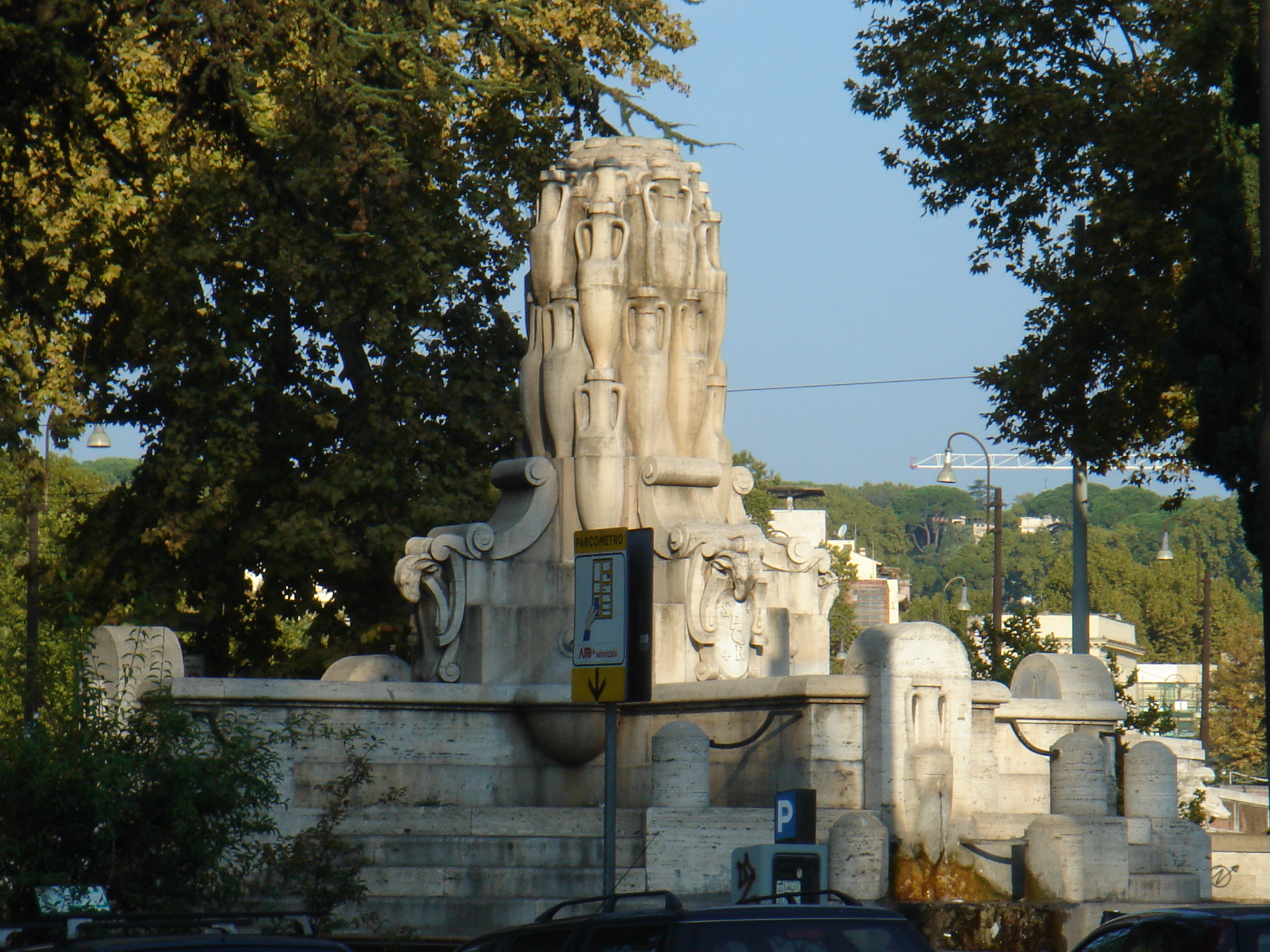
Fontaine des Amphores.
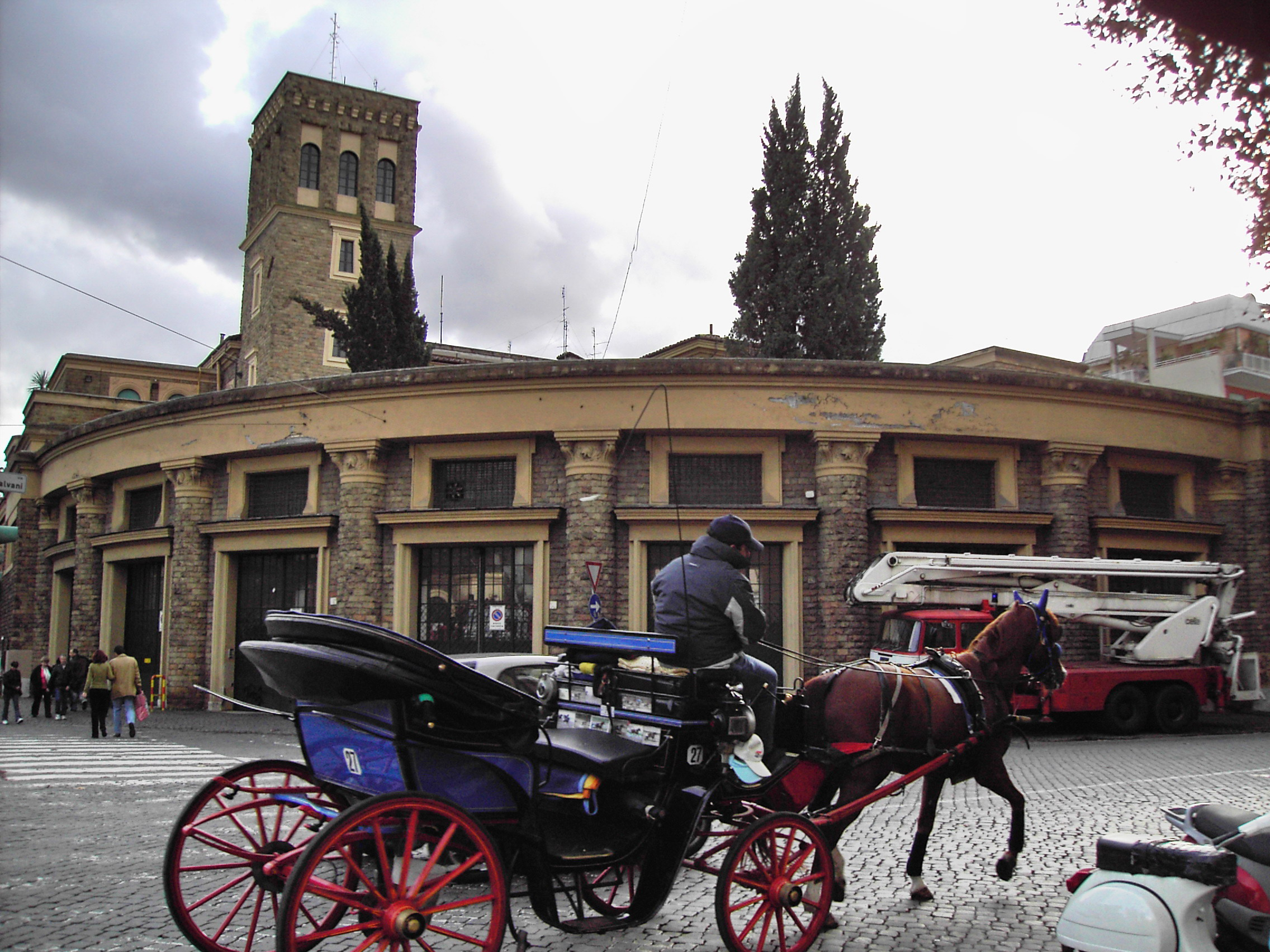
Caserne.
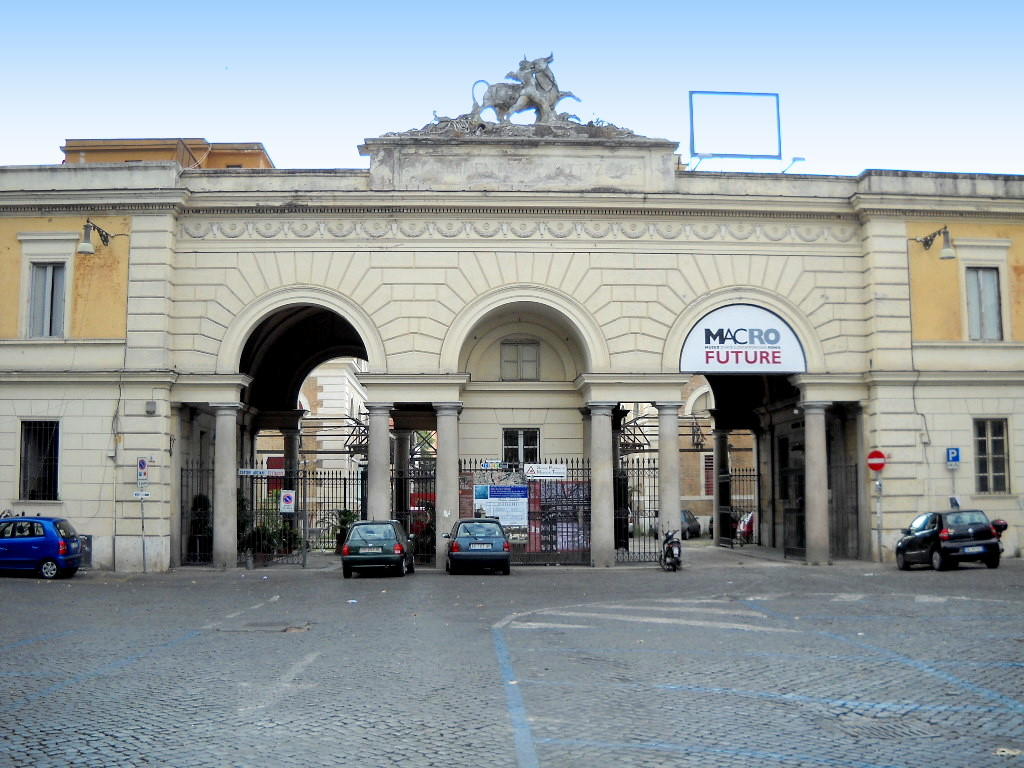
Ex Mattatoio (abattoirs), actuel MACRO Future.